# 안이
안이(顔異, ? ~ 기원전 117년)는 전한 중기의 관료이다.

## 생애
본래 제남의 정장(亭長)이었는데, 청렴하고 정직해 승진을 거듭하여 대농령에 이르렀다.
상림원에 흰 사슴이 있었는데, 무제와 장탕이 흰 사슴의 가죽으로 화폐를 만드는 것에 대해 안이에게 자문을 구하니, 안이는 이렇게 답하였다.
| “ | 지금 왕과 열후들은 푸른 구슬로 황제께 하례하는데, 값어치가 수천 전짜리이지만 그것을 감싸는 가죽은 40만 전이나 되니 앞뒤가 맞지 않습니다. | ” |

무제는 이를 듣고 불쾌해하였으나, 결국 화폐를 만들었다.
어느 날, 어떤 사람이 안이와 이야기를 하다가 막 반포된 조령이 불편하다고 하소연하였다. 안이는 대답하지 않고, 대신에 입을 약간 비쭉거렸다.
한편 안이는 장탕과 사이가 좋지 않았는데, 어떤 사람이 안이가 조정을 비방하였다고 하며 장탕으로 하여금 이 일을 심리하게 하였다. 장탕은 안이가 구경의 신분으로서 조령의 불편함을 직접 아뢰지 않고 마음속에 불만을 가졌으니 죽을죄를 지었다고 상주하였고, 결국 안이는 주살되었다.

## 출전
- 사마천, 《사기》 권30 평준서
- 반고, 《한서》 권19하 백관공경표 下